# Église Notre-Dame de Caudebec-lès-Elbeuf
L'église Notre-Dame est une église catholique située à Caudebec-lès-Elbeuf, en France.

## Localisation
L'église est située à Caudebec-lès-Elbeuf, commune du département français de la Seine-Maritime, 219, rue Sadi-Carnot.

## Historique
L'église est débutée au XIe siècle et remplace un édifice cité au siècle précédent ou au XIIe siècle mais est détruite pendant la guerre de Cent Ans.
La reconstruction débute au milieu du XVe siècle. La nef est refaite au XVIe siècle et le chœur vers 1873. Un péristyle est ajouté au XVIIe siècle.
Le clocher est inscrit au titre des monuments historiques par arrêté du 5 juillet 1927.

## Description
La tour d'époque romane est « le plus ancien monument de la vallée d'Elbeuf ».
Le pignon est, daté de 1873, conserve une inscription républicaine datée du début du XXe siècle sous une statue de la Vierge.